# دايفيد هازلتين
دايفيد هازلتين (بالإنجليزية: David Hazeltine)‏ هو عازف جاز وعازف بيانو أمريكي، ولد في 27 أكتوبر 1958 في ميلواكي في الولايات المتحدة.

## وصلات خارجية
- دايفيد هازلتين على موقع ميوزك برينز (الإنجليزية)
- دايفيد هازلتين على موقع أول ميوزيك (الإنجليزية)
- دايفيد هازلتين على موقع ديسكوغز (الإنجليزية)